# Operación Relámpago
La "Operación Relámpago" (en serbocroata: Operacija Bljesak, pronunciado [operatsija bʎesak]), fue un ataque coordinado de las fuerzas croatas desde tres direcciones para retomar un sector de Eslavonia Occidental de las manos de las tropas serbocroatas, bajo el poder político de la Republika Srpska Krajina (RSK), desde el año 1991.
La operación tuvo lugar entre el 1 de mayo de 1995 y 4 de mayo de 1995, y finalizó con un claro éxito de los atacantes croatas, además del dominio total de dicha área, modificando el statu quo que se mantenía desde el Acuerdo de Sarajevo del 2 de enero de 1992.

## Ambiente Operacional

### Eslavonia Occidental

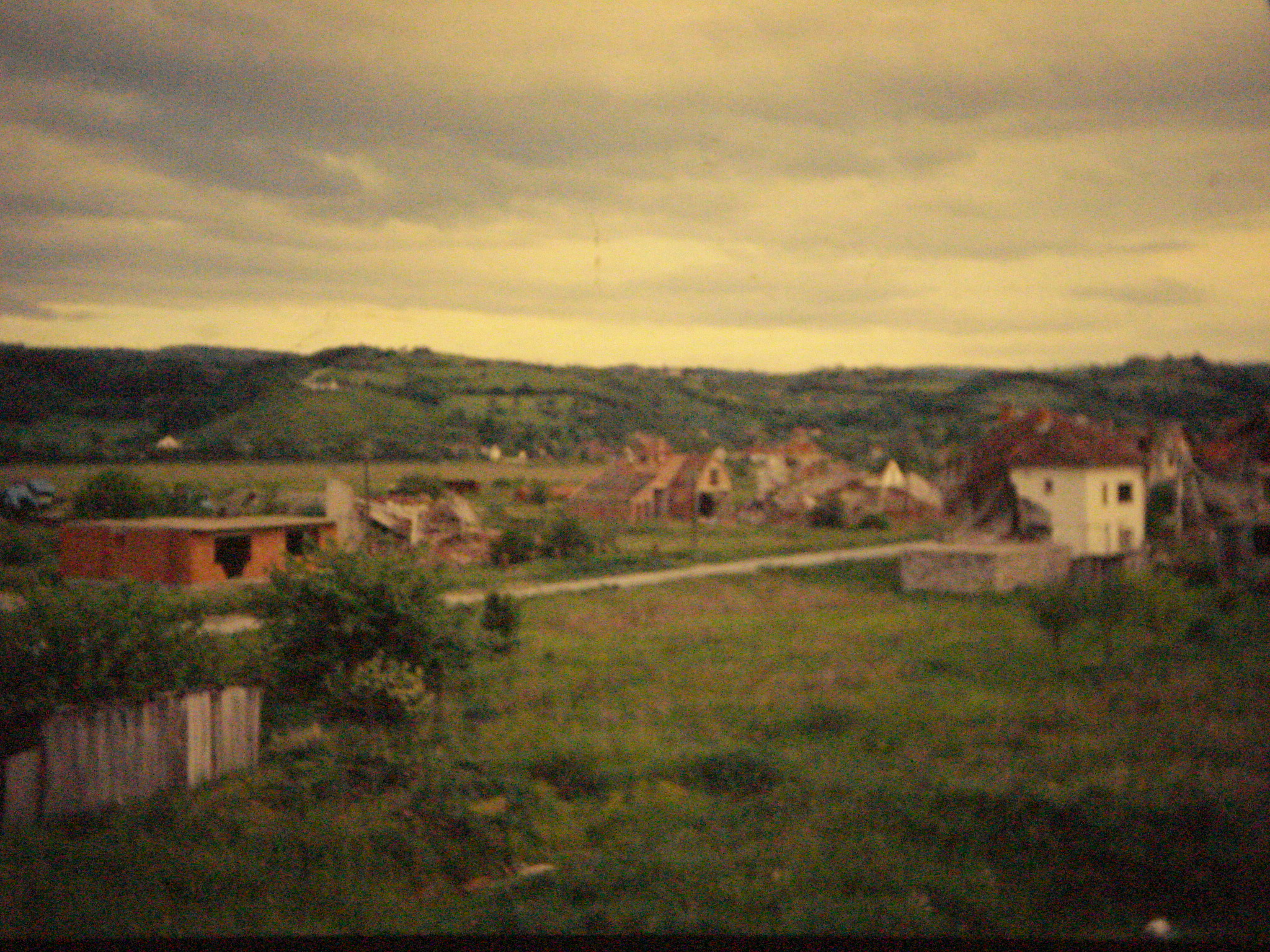
Vista de los altos de Psunj, al sur de Lipik; uno de los sectores de la Línea de Cese al Fuego.

La zona donde se desarrollaron las operaciones está ubicada a unos 120 km al sudeste de Zagreb y al norte del río Sava, comprendiendo las localidades de Okučani y parte de la localidad de Pakrac, además de las cercanías de Novska, Lipik y Nova Gradiška.
La topografía del lugar presenta dos tipos de relieves: unas elevaciones al norte y una llanura al sur, en el límite con Bosnia y Herzegovina. Las alturas, denominadas Psunj, que promedian unos 300m por sobre la llanura circundante, son suaves y cubiertas por bosques, por lo que ofrecen una buena forma de "camuflarse", además de permitir los desplazamientos a pie del personal. La parte plana del sur, surcada por canales de riego, no posee vegetación frondosa y permite el empleo de blindados.
El Sava es el límite internacional. Su ancho es de 200m, los que, antes de la Operación Bljesak, podían ser cruzados a través de un puente en Stara Gradiška, por un paso del ferrocarril desactivado en Jasenovac y por balsas en la última localidad y en Jablanac, aguas abajo de Mlaka.
En general, los caminos son transitables, pues están asfaltados, pero su ancho es muy reducido. Se deben destacar como vías de acceso dos rutas; una autopista (E70) en sentido E-O y una ruta ancha y de suave ondulación que une el municipio de Stara Gradiška con Lipik. El resto son caminos angostos, algunos asfaltados y otros de tierra apisonada, muy usados por la industria maderera de la zona.
Cabe destacar la importancia de índole cultural e histórica que posee Jasenovac para los serbios. En dicho lugar funcionó un campo de concentración durante la Segunda Guerra Mundial, lugar en donde perdieron la vida aproximadamente 200 000 serbios, judíos y gitanos en manos del gobierno croata pro-nazi. Gran parte de la retórica anticroata se basó en aquellos hechos.

### Región Autónoma Serbia de Eslavonia Occidental (SAO – ZS "Srpska autonomna oblast - Zapadna Slavonija")
La Región Autónoma Serbia de Eslavonia Occidental (SAO – ZS) era parte de la autoproclamada Republika Spska Krajina (RSK) bajo control de los serbocroatas desde 1991. Sus dimensiones eran de unos 30 por 32 km con un límite terrestre de unos 98 km. Se ubicaba en el centro de Croacia, estando separada por el río Sava de la parte bosnia bajo control de los serbobosnios (Republika Srpska) entonces en lucha contra bosnios-musulmanes y bosnio-croatas.
La ubicación de la SAO - ZS interrumpía el ramal ferroviario y la autopista que conectaba Zagreb con el este del país, ocupaba parte de la ciudad de Pakrac y amenazaba a Novska y Nova Gradiška. En eso radicaba la importancia que tenía el sector para Croacia.
La República Serbia de Krajina tenía todos los instrumentos de un estado: ejército, parlamento, presidente, ministerios, moneda, sellos, etc. Sin embargo, tanto en lo político como en lo militar, era totalmente dependiente del apoyo de la República Federal Yugoslava (RFY), a la cual pretendía mantenerse unida. Ejemplo de ello era el sueldo de sus militares que era aportado por el JNA (Jugoslavia Narodna Armija). Los serbocroatas no se sentían extranjeros en los otros territorios controlados por sus connacionales del resto de Yugoslavia.
Sin embargo, el apoyo brindado desde Belgrado estaba afectado por bloqueo comercial y militar que esta nación venía sufriendo, con el agravante que los transportes debían pasar por territorio bosnio (corredor de Posavina), también inmerso en el mismo conflicto. La situación económica era desastrosa: el combustible escaseaba, las tiendas y otros comercios estaban literalmente vacíos, las medicinas e insumos de operación médica escaseaban y el dinero circulante perdía su valor facial, se "evaporaba" por acción de la hiperinflación.
La debilidad económica de la República Serbia de Krajina afectó a su vez al Srpske Vojska Krajine (SVK). Además de sufrir una merma de personal para atender necesidades militares en Bosnia, sus soldados, mayormente reservistas de avanzada edad, se encontraban poco motivados, mal entrenados y pobremente equipados.

## Fuerzas en combate

### Ejército de la República Serbia de Krajina(Srpske Vojska Krajine - SVK)
En la zona de operaciones, las fuerzas del Ejército Serbio de la Krajina (Srpska Vojska Krajina - SVK) estaban centralizadas en 18.° Cuerpo, dependiente del comando del SVK en Knin. Su efectivo era de 4773, debiéndole corresponder 8379 por cuadro de organización por lo que la diferencia en menos era del 47% en oficiales, 138% en suboficiales y 53% en soldados.

### Hrvatska Vojska (HV)
Las tropas de tierra a emplearse estaban bajo el Comando de Zona Operacional Bjelovar (ZZP). Contrariamente, el bando croata, convencido de que luchaba por su soberanía, tenía una fuerza altamente motivada y entrenada. Desde el arribo de las Fuerzas de Naciones Unidas, el HV había podido disponer libremente de sus medios al no tener que emplearlos en la guerra que se libraba en otros frentes. Si bien debió sacarlos de la zona desmilitarizada (United Nations Protected Area– Sector West), la situación le permitió, no solamente entrenar adecuadamente sus brigadas, sino dotarlas con nuevo armamento y doctrina.

### Naciones Unidas
Otro protagonista son las Fuerzas de Naciones Unidas (UNPROFOR-UNCRO), presentes desde 1992 para asegurar la desmilitarización del Sector y facilitar una solución política. Estas fuerzas eran elementos de mantenimiento de paz por lo que su misión no comprendía cerrar el paso a fuerzas atacantes. La fracción estacionada en la UNPA-SW estaba integrada por 2.788 personas de contingentes venidos de Argentina (al norte), Jordania (al sudoeste) y Nepal (al sudeste).
Tres importantes acuerdos deben ser tenidos en cuenta luego del establecimiento de UNPROFOR en 1992:
1. Cesación del fuego y fin de hostilidades (29 de marzo de 1994). Incluye compromiso de repliegue de unidades y armas pesadas a una distancia previamente acordada. Tal acuerdo es de escaso cumplimiento al inicio de la operación Bjesak en Eslavonia Occidental.[10]
2. Aspectos económicos (2 de noviembre de 1994). Permitiría mejorar las condiciones de vida para ambos bandos. En lo referente al SW, se acordó el abastecimiento de agua a Lipik y Pakrac y el empleo de la autopista y la línea férrea Zagreb – Okučani – Belgrado.[11]
3. Aprobación de un nuevo mandato para la fuerza. UNCRO (Operación de Naciones Unidas para el restablecimiento de la confianza en Croacia) entraría en funciones a partir del 31 de marzo de 1995, reemplazando a UNPROFOR para:
  - Llevar a cabo funciones determinadas en el acuerdo de cese del fuego y facilitar el cumplimiento del acuerdo económico
  - Facilitar la implementación de otras resoluciones del Consejo de Seguridad
  - Asistir en el control por monitoreo y reporte del cruce de personal militar, equipos, armamento y suministros desde Bosnia y Herzegovina y la República Federal de Yugoslavia.
  - Facilitar la entrega de ayuda humanitaria a Bosnia y Herzegovina desde el territorio croata.[12]

Los dos contendientes estaban en contra de la presencia de Naciones Unidas pero por razones distintas. Los serbios querían mantener el statu quo pero sin presencia de ninguna organización internacional. Percibían que la migración de UNPROFOR a UNCRO los perjudicaba sensiblemente pues reconocía a su territorio como parte de Croacia. Por el otro lado, el 12 de enero de 1995, el presidente Croata Franjo Tuđman anunció ante la falta de avance en las negociaciones que UNPROFOR «aunque ha jugado un importante rol en detener la violencia, es un hecho indiscutido que su presencia no provee las condiciones para establecer una paz duradera en Croacia».

## Planes de batalla

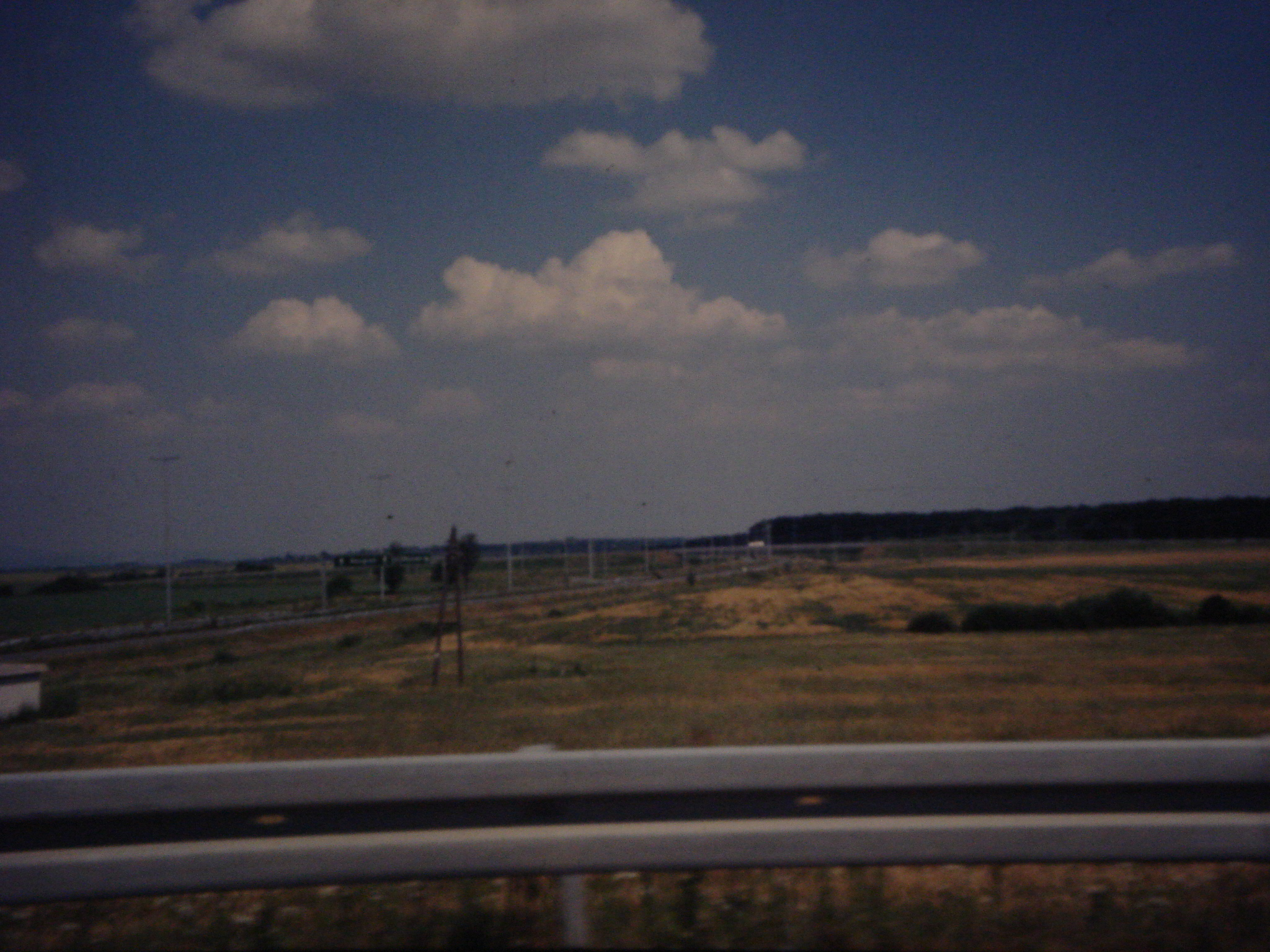
Autopista E-70, desde el sur de Okucani vista en dirección Nova Gradiska.

### Plan de batalla croata
En un contexto político de voluntad de reconstituir las fronteras croatas resultantes de la Segunda Guerra Mundial (también denominadas fronteras AVNOJ bajo el liderazgo de Tito), Croacia adoptó una actitud estratégico-militar ofensiva. Para ello, el Ministerio de Defensa ideó un plan el 5 de diciembre de 1994, con detalles propios del nivel teatro de operaciones. El Comando de Zona Operacional Bjelovar era el que debía cumplir dicha operación junto a refuerzos provenientes de los distritos de Zagreb y Osijek.
Para ello se emplearía un "ataque sorpresa" con el objeto de quebrar la defensa serbia, recuperar Eslavonia Occidental y luego pasar a una actitud defensiva sobre el Sava. Esto se llevaría a cabo en dos ejes, desde Novska y desde Nova Gradiška, con punto de aplicación Okučani (3 batallones de infantería desde el oeste y 2 batallones desde el este), desembocando en Stara Gradiška para volar el puente allí ubicado de ser necesario y evitar refuerzos desde Bosanska Gradiška, y simultáneamente se evitaría el ingreso de otros refuerzos a través de Jasenovac, Mlaka y Jablanac.
El eje oeste será reforzado por un escuadrón de tanques que será empleado una vez se haya logrado la ruptura evitando exponerlo al fuego antitanque. El eje este rodeará el punto fuerte de Bogičevci en dirección al cruce de rutas al sur de Okučani y pasaría a la defensa en las proximidades del bosque de Prašnik, apoyados sobre el canal Strug para impedir el arribo de refuerzos desde el sur. La acción aislará las fuerzas serbocroatas del norte, las que serán atacadas por una brigada y un regimiento. En una segunda fase, estas unidades harían la limpieza en el sector de Pakrac/Lipik.
Luego de la planificación, se realizaron ejercicios continuos del Comando de Zona Operacional, y las unidades de combate intensificaron el entrenamiento diurno y nocturno en zonas similares a las que se les asignaron en las direcciones de ataque. Asimismo, fue dispuesta la fracción de la Policía Especial del Ministerio del Interior (Specljaina Policija) bajo el Comando de la Zona. Complementándoles, se establecieron dos puestos de comando subordinados: el de las fuerzas asignadas para atacar al oeste y al norte estaba en Garešnica y el correspondiente al ataque desde el este en Nova Gradiška.

### Plan de batalla serbio
De acuerdo con el plan de guerra del comando "Gvozd" del SVK de febrero de 1995, el 18K. debía ejecutar una defensa decisiva y activa y constituir un importante sistema de barreras para impedir el ingreso de tropas croatas enfocado en los ejes Novska - Okučani; Nova Gradiška – Okučani y Pakrac – Okučani empleando tres brigadas de infantería más elementos dependientes directamente del comando de cuerpo. Además, éste debía destruir fuerzas atrapadas y crear las condiciones para ejecutar acciones ofensivas (coordinadamente con fuerzas de VRS / Vojska Republika Srpska) en dirección Lipik-Pakrac-Daruvar.
El puesto comando táctico debía estar en Okučani y el principal en Stara Gradiška. En caso de ataque croata, las fuerzas serían reforzadas desde Bosnia. La tropa había sido informada que debía resistir dos días mientras la ayuda y las armas pesadas provenían de los otros cuerpos de la Republika Srpska Krajina y de la Republika Srpska (BiH). Por ello es que el 1° de mayo el Comando del SVK en Knin impartió una orden para que los cuerpos 7, 21, 39 y al 11 reforzaran el sector.
A los efectos del cumplimiento de la misión, el 18 SVK Korpus asignó responsabilidades de sus brigadas y unidades dependientes, poniendo el esfuerzo principal en primera línea, con escasa responsabilidad y con reservas para las brigadas del nivel sección.
Se puede observar una gran coincidencia del enunciado de las capacidades croatas que hace el comando del SVK en febrero de 1995 con lo que realmente ocurrió, no solo en el Eslavonia Occidental, sino también en el resto de Croacia (Operación Oluja). La apreciación de situación hablaba de una escalada de tres fases:
- Una de acción psicológica, sabotajes y amenazas de guerra.
- Defensa operacional con acciones ofensivas limitadas. Ataque sobre Eslavonia Occidental y el Sector Sur, haciendo una defensa en el resto de la línea de cese al fuego. Duración de las operaciones de 4 a 5 días.
- Operaciones ofensivas con objetivos radicales. Ataque en toda la Krajina. Duración de 10/15 días.

## Evolución e inicio de la operación.
A partir del cambio del mandato de la Fuerza de Paz de Naciones Unidas, en el Sector Oeste (UNPA-SW) la situación comenzó a deteriorarse, coincidiendo con lo que sucedía en Bosnia. Los croatas, serbios, musulmanes y la comunidad internacional, cansados de casi cuatro años de guerra, apuraban el fin de las hostilidades.
A fines de marzo de 1995, Croacia, con sus fuerzas en condiciones de operar ofensivamente, inició la difusión de noticias confusas como que el SW dejaba de comprender el área desmilitarizada no ocupada por los serbios, en los municipios de Grubišno Polje y Daruvar; mientras tanto, se incrementaba el sentimiento que la presencia de Naciones Unidas dilataba la solución del conflicto.
Por su parte, el Srpska Vojska Krajina (SVK) advirtió un incremento de la presencia del Hrvastka Vojska (HV) a inicios de abril, al este de la zona de responsabilidad del 18 Cuerpo y dentro de la UNPA. Sin embargo, su análisis de inteligencia decía que dicho ataque no era inminente.
En el marco del acuerdo económico que permitía a los serbios efectuar compras en sectores croatas próximos, en el mes de abril se suceden unos incidentes que provocarían el reinicio de las hostilidades en Eslavonia Occidental. El 15 de abril, la RSK suspendió la implementación de los acuerdos económicos en lo referente a la vía férrea a los efectos de negociar un mandato de UNCRO más favorable a sus intereses. El comandante del Cuerpo SVK 18 ordena el 22, ante el incremento de tropas croatas en la línea de contacto, disponer de un 75% del personal en las posiciones defensivas e incrementar medidas de seguridad. Durante el 24, cerró temporalmente la autopista en respuesta a la actitud croata de impedir el arribo de un convoy desde el Sector Este hacia Okučani. Al día siguiente, el HV moviliza sus tropas a las posiciones de partida para lanzar la operación de recuperación.
El día 28 de ese mes, un civil serbio es apuñalado en una estación de carga de combustible próxima a Nova Gradiška, fuera de la UNPA. Esa noche se desencadenaron una serie de incidentes sangrientos sobre la autopista en venganza a lo sucedido, resultando en la muerte de cuatro civiles croatas, dos heridos y cinco rehenes, más la clausura de la E70 (autopista Zagreb-Belgrado) por parte de los serbios.
El 29 y 30 se continuaron las negociaciones infructuosas de UNCRO para intentar abrir el paso pero la decisión de la ofensiva ya estaba tomada. La negativa serbocroata obedecía a que su mando pensaba que tener la autopista abierta favorecería las acciones ofensivas.

### Planes Finales
El 29 de abril, el Estado Mayor General del Ejército Croata ordenó activar la directiva para Bljesak, a la espera de la orden de ataque. El alistamiento se impartió también al comando de zona de Osijek, a cargo de la defensa en Eslavonia Oriental.
El 30 a las 9 se reunió el presidente Tuđman con sus asesores militares. Allí, el almirante Davor Domazet, a cargo de inteligencia, actualizó la situación:
- La fuerza serbia se componía de tres brigadas de infantería ligera, dos destacamentos y un batallón de policía especial. (4000 miembros pero con dotación permanente de 60/70%).
- No se registraron movimientos.
- El esfuerzo principal de la defensa estaba a lo largo de la autopista siendo Bogičevci el punto más fuerte debido a la importancia que revistaba para Okučani (incluía preparación para empleo de tanques).
- El principal refuerzo provendría el 1. Cuerpo del VRS (Serbobosnios), consistente en un batallón de infantería y un escuadrón de tanques (desde Topole) no antes de 48 h, pero no se había observado preparaciones.
- El camino de refuerzo sería el puente de Stara Gradiška y un puente de pontones sobre Jasenovac que fuera recientemente desarmado por indicación de UNCRO.

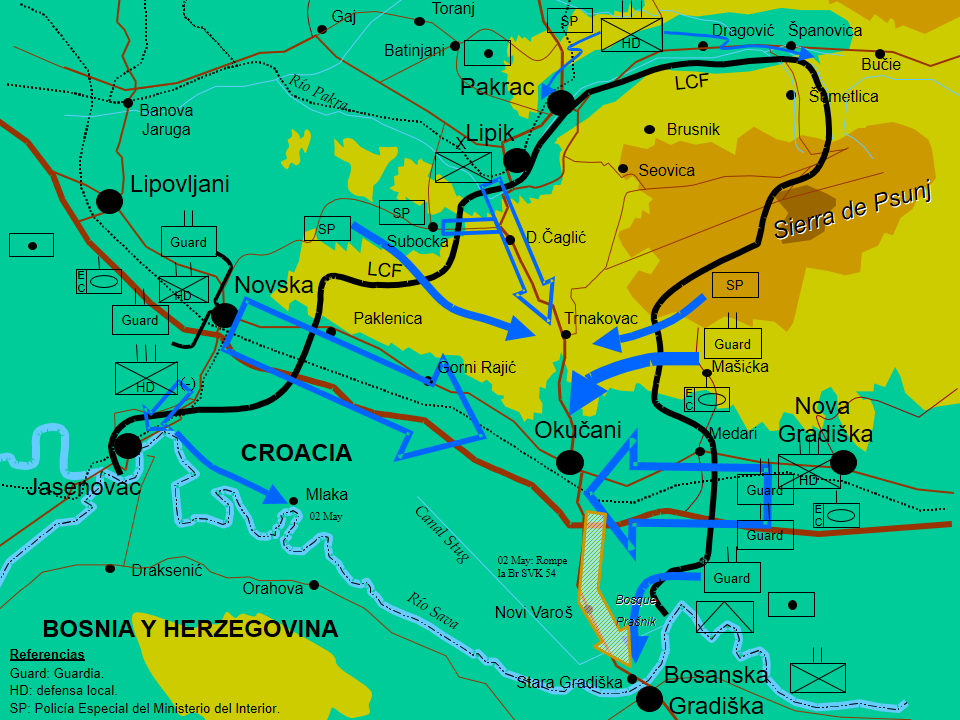
Desarrollo de la operación

### Inicio de las Operaciones
El día 30 se inició el despliegue de las fuerzas del HV. Las posiciones de partida para el ataque fueron ocupadas a partir del mediodía y tarde. Las tropas de Naciones Unidas observaron un fuerte movimiento de personal militar en Pakrac, Grubišno Polje, Toranj, Daruvar y Muška Banar. Ante la denuncia de UNCRO por ingresar tropas a la zona desmilitarizada, autoridades croatas manifiestan que es un ejercicio de movilización policial que durará no más de dos días.
A las 02:30 del 1 de mayo, el general argentino Carlos Matalón, a cargo del SW, recibió un parte proveniente del Comando de la Zona Operacional Bjelovar informado que habrá un ataque masivo croata. A las 04:30, el 2.º Cte Naciones Unidas, Gral. Ray Crabbe ordenó que las fuerzas de UNCRO se deben retirar a sus bases.
La operación Bljesak se inició a las 05:30 con niebla y alguna lluvia. Se abrió un intenso fuego de artillería, primeramente en proximidades de Donji Čaglić y que luego se extendió a Jasenovac, Paklenica, Šeovica, Bosque Prašnik, Gavrinica (parte serbia de Pakrac) y a algunos sectores al sur de la Dragović Road. A las 06:00, los serbios respondieron con fuego sobre Kutina, Nova Gradiška y Pakrac.

### Reacción Serbocroata
Entre el 28 y 29 se ordenó la movilización en el territorio de Eslavonia Occidental.
El 30 de abril había transcurrido sin sobresaltos en el SO-ZS. Las tropas de Naciones Unidas observaron que en los lugares de paso entre Bosnia y la RSK no se produjeron movimientos (Stara Gradiška, Jasenovac, Jablanac). Tampoco se aumentó el grado de alistamiento que las fuerzas serbias. El armamento existente en los depósitos bajo mandato de UNCRO no fue removido.
El 302358, el comando del Ejército Serbocroata de Knin recibió un parte desde la oficina de seguridad interna de Okučani poniendo en conocimiento que en una reunión entre los croatas y el Batallón Nepalés, en Dragalić, se informó que a las 0600 habría una ofensiva militar y policial.
En la noche del 30, el comandante de Cuerpo removió las tripulaciones de los tanques y de armas de apoyo y antiaéreas y las mandó a las Brigadas 54 y 98 como refuerzos. El 010600 de mayo, radio Okučani dio la alarma aconsejando a la población que vaya a los refugios más cercanos y permanezca allí hasta que reciban más instrucciones de las autoridades municipales y militares.
Iniciado el ataque, soldados del SVK logran tomar armamento de los depósitos bajo el control de Naciones Unidas, excepto en Brusnik que lo hicieron recién a la tarde debido a la negativa del contingente argentino. Sin embargo, fue poca la defensa organizada que pudieron realizar ante la parálisis que le creó el veloz ataque. Solo pudieron emplear algunos tanques y algunas piezas de artillería que estaban en Stara Gradiška y disparar 16 tiros hacia Kutina y Nova Gradiška antes del arribo croata. Además, impidieron salir de sus bases a unos 115 hombres de UNCRO que serán gradualmente liberados antes del 03.

## Desarrollo de las Operaciones

### Eje de avanceNovska-Jasenovac
El ataque comenzó a las 0530 con Batallón 2 del Regimiento 125. El avance de infantería se hizo en las direcciones Bročice-Jasenovac y Drenov Bok-Jasenovac. La defensa era llevada a cabo por la Fuerza de Tareas 1 (TG-1) (450 hombres, solo 60 presentes).
El comandante serbio no se encontraba en su puesto durante el ataque. Sus fuerzas presentaron poca resistencia. La mayoría del personal, junto a la población, huyó a través del río Sava hacia la aldea de Donjia Gradina en Bosnia. No tuvieron bajas, excepto un ahogado durante la huida. Los croatas entraron a la ciudad a la tarde, cerrando una vía de apoyo o repliegue. Posteriormente continuaron el avance hacia Mlaka.
El jefe del batallón fue muerto por un francotirador poco después de ingresar a Jasenovac.

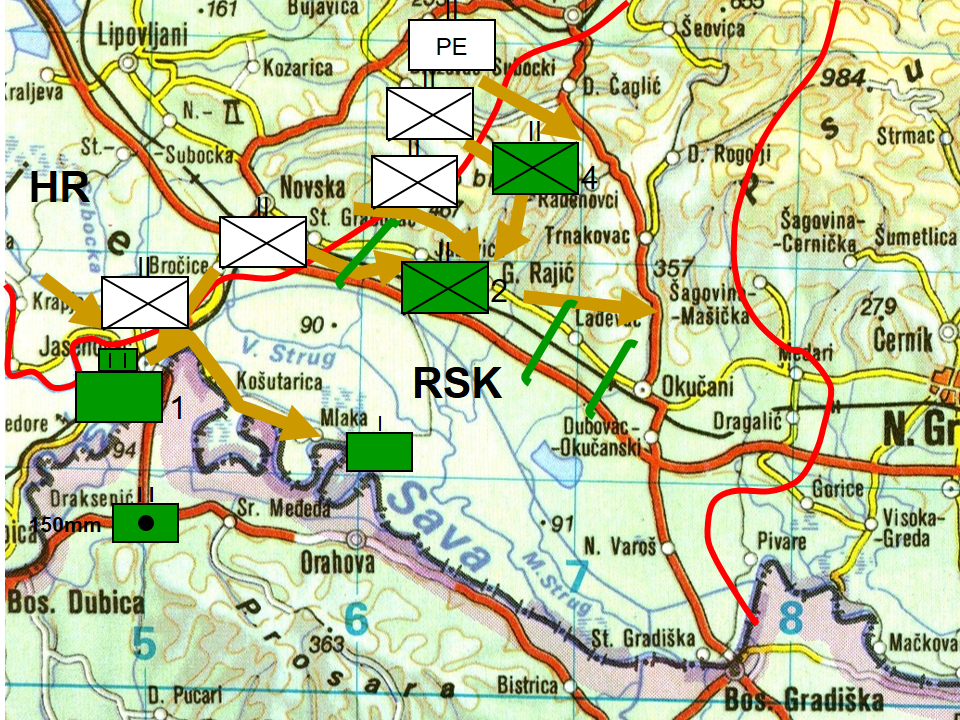
Operación Bljesak. Eje de avance Oeste

### Eje de avanceNovska-Rajić-Okučani
El sector estaba a cargo de la Brigada SVK 98, la que contaba con 549 soldados junto a la fracción de la policía especial (SP). Su personal se había movilizado el 010100 May, ocupando inmediatamente sus posiciones. Su esfuerzo principal estaba sobre la autopista y el secundario en el noroeste (Kričko Brdo- Rajič). La brigada contaba con el apoyo de un GA (150mm) en Draksenić (Bosnia), que no ejecutará fuego, junto a otras piezas en Paklenica. A las 1100 recibirá el apoyo de dos T-54.
En este eje, el ataque croata comenzó a las 0530. Se realizó en tres direcciones (de norte a sur):
- Batallón 2 /Br Gu 1; 1 / Regimiento Defensa de la Patria 125  (sin la 1.ª Compañía) (dirección Novska – Rajić).

- Batallón 1/ Br Gu 2; Esc Tan / Br Gu 3; B 3 / R 125 (dirección Novska - Okučani).

- Batallón 2 / Regimiento Defensa de la Patria 125 (dirección Novska - Jasenovc – Jablanac), con la tarea de bloquear a Jasenovac e impedir las fuerzas serbias de Bosnia brindando seguridad sobre el Sava.

Estas direcciones serían apoyadas por un batallón de la policía especial (SP) que haría de guardaflanco norte en dirección Trnakovac – Bjiela Stijena para evitar un ataque desde Donji Čaglić.
Los batallones rodearon la defensa por el norte teniendo punto de aplicación Rajić, que fue tomado en la mañana. Luego, continuó el ataque hacia el Este, cortando la ruta Okučani y Pakrac. Sobre la autopista, había una fracción del MUP que fue fácilmente arrollada por el Escuadrón Blindado / Mecanizado.
A las 1400 se organiza una nueva posición a 8 km al este de la inicial, que fue reforzada con personal venido de Okučani, que dura unas tres horas. A las 2000, 63 soldados montan una última posición en Lađevac, a 4 km del centro de la localidad previamente enunciada. No hubo combates durante la noche.
El 020500, el comando serbio ordenó el repliegue hacia el sur, cayendo en una emboscada en Novi Varoš. A las 0700,las tropas logran alcanzar Stara Gradiška a través del bosque.
Las bajas de la brigada fueron 70 muertos y 50 prisioneros.

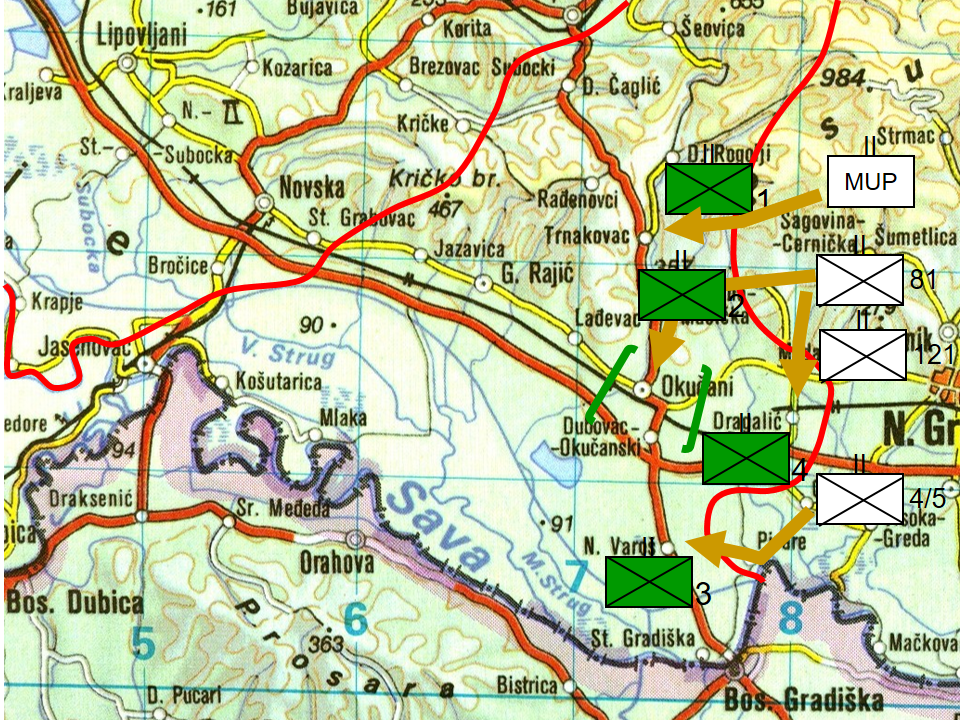
Operación Bljesak. Eje de avance este

### Eje de avanceNova Gradiška-Okučani
En el sector, el ataque se realizó en tres direcciones, una de ellas divergentes. Las mismas estaban a cargo, de norte a sur, de:
- Batallón de Guardias 81 (procedente de Virovitica) (dirección Mašička Sagovina – Cage - Okučani).
- Batallón 4 / 5.a Brigada de Guardias y Regimiento de Defensa Local 121 (procedente de Nova Gradiška) reforzados con los tanques de la Brigada HV 105 – Bjelovar (Nova Gradiška - Okučani).
- Compañía de reconocimiento y sabotaje 265 y Batallón de Guardias 80 (Nova Gradiška) (dirección Pivare – Stara Gradiška)

El 1.er batallón / Brigada HV 123 (Požega) debía defender la frontera estatal en el río Sava desde la localidad de Mačkovac hasta Davor y evitar cualquier posible intento de las fuerzas serbias de ingresar desde Bosnia. Complementariamente, un batallón de la policía especial haría de guardaflanco al norte, en dirección a Trnakovac, para evitar un ataque desde Donji Čaglić.
En la zona, la Brigada 54, a cargo de la defensa, hizo fuerte resistencia, excepto ante el avance sur. Allí, el combate se inició a las 0755.
La evacuación masiva de civiles empezó a las 13. Unas 10.000 personas huyeron de esta zona adentrándose el 1 y el 2 de mayo de 1995 en el territorio Bosnio controlado por los serbios. El camino de abandono más usado fue el que va de Okučani al puente sobre el río Sava, objeto de continuos bombardeos por las fuerzas croatas durante ese período. Aviones croatas bombardearon ambas orillas del río. Otra menor cantidad de refugiados se fue por los otros pasos existentes hacia territorio serbio hasta tanto cayeron en poder de croata. A las 19:30, la ruta de evacuación a Stara Gradiška fue cortada en Novi Varoš.
A las primeras horas de la tarde cayó la posición de Smirtić - Ratkovac, punto de equilibrio del sector. A las 21, se ordenó el repliegue del puesto de comando táctico desde Okučani. A las 23, el comandante del 18K, ordenó que las unidades en Stara Gradiška deberían atacar hacia el norte, en dirección a Nova Varoš. Por su parte, la Brigada 51 debería hacerlo hacia el sur, en dirección a Cage. Nada de esto fue cumplido. A esa hora, el enemigo había sitiado Okučani.
Al oeste de Okučani, se conformó, mayormente con miembros de la Brigada 54, una posición defensiva a órdenes del coronel Slobodan Perić, miembro del estado mayor del 18K. El 020130, éste pidió apoyo pero las únicas tropas aptas y venidas de Bosnia estaban bloqueadas al sur del canal Strug. Por ello solicitó autorización para romper la posición croata en dirección a Novi Varoš con el resto de su personal y cinco tanques disponibles y permitir el avance de los elementos bloqueados desde el sur del canal para reorganizar la defensa de Okučani. Posteriormente, se haría un contraataque hacia el norte, dirección a Benkovac, a los efectos de conectarse con la Brigada 51 de Harambašić.
El grupo recientemente conformado partió con cincuenta hombres y los cinco tanques a órdenes de un capitán, logrando la ruptura a 020400. Sin embargo, esa fracción no regresó como estaba ordenado, por lo que Okučani no fue reforzado. Los combates más duros se libraron entre las 0530 y 1130, cuando ese elemento rompió el bloqueo .
A las 0500, la defensa se encontraba en peligro de colapso. Nuevamente, este coronel reunió 80 soldados y conformó dos secciones. Con ello decide romper nuevamente hacia el sur con la misma idea de volver con las fuerzas que estaban allí y permitir la huida de unas 2000 personas que estaban en Nova Varoš. Esto se realiza entre las 0700 y las 1210. Ninguna fuerza los esperaba del otro lado del canal Strug. Tampoco esta fuerza regresó.
El 021000, el puesto de comando del 18K abandonó Stara Gradiška hacia Bosanska Gradiška. A las 13, las fuerzas croatas tomaron Okučani. Los remanentes de las brigadas 51, 59 y 54 intentaron evadirse tanto para el norte como para el sur.
El día siguiente, los croatas tomaron el vital puente de Stara Gradiška a las 1200, el que estaba intacto a pesar de los ataques de la Fuerza Aérea que lo habían intentado destruir.

### Eje de avance Norte (sector Pakrac)
El sector sur de la línea general Lipik – Pakrac, estaba defendido por la Brigada 51 del SVK al mando del Tcnl Stevo Harambašić.
Al este de Pakrac se desplegó el Regimiento Defensa de la Patria 52 (en Brusnik / Bućje) y al oeste la Brigada 105 del HV (Donji Čaglić / Bijela Stijena). El 1 de mayo no hubo operaciones de importancia en el sector. Al día siguiente, por la tarde, la Brigada 105 ocupó Donji Čaglić, Kovačevac y Bjelanovci quedando abierta la ruta a la localidad de Okučani. Esa situación, junto con la caída de Okučani, provocó que sea la 51 Brigada SVK la única fuerza que permanecía combatiendo. Su situación era crítica pues estaba aislada al NE de Bjela Stiena.
El 2 a 15, el comandante del Cuerpo 18, el Cnl Lazo Babić, le impartió a Harambašić la orden que debía entregar las armas a las fuerzas de UNCRO. Cuando esa orden era impartida, la RSK bombardeaba Zagreb. A las 1830 en una reunión del mencionado militar con el Comandante del UNPA-SW, el vice primer ministro del Interior Croata (Sr Kostović) y el líder político de Gavrinica (Veljko Džakula), se acordó:
- Cese del fuego.
- Entrega de armas pesadas (24 horas) y de livianas (5 días) a UNCRO.
- No se trataba de una rendición serbia sino un desarme a través de la entrega del armamento a las tropas de Naciones Unidas.
- El HV no ingresaría al área bajo el comando del Tcnl Harambašić.
- La seguridad será brindada por Naciones Unidas.
- No habrá ningún tipo de represalia.

Durante el día 3 continuó el fuego de morteros y armas livianas desde el lado croata pero con menor intensidad.
El 4 de mayo a las 9, el ministro de defensa croata, general Janko Bobetko firmó una directiva ordenando al Comando de la Zona Operativa Bjelovar que, a los efectos de finalmente liberar el territorio ocupado, debía enfrentar inmediatamente cualquier tipo de fuerzas enemigos hasta que fueran completamente destruidos o se rinda incondicionalmente
El HV informó que a las 9 atacará para tomar Gavrinica (parte serbia de Pakrac), aduciendo una violación al cese del fuego por parte serbia. El ataque empezó a las 14. Para ello helitransportó una compañía del 81.ª Batallón de Guardias hacia Bjelajci y, a partir de su arribo, atacó con el Regimiento 51 y la Brigada 105 luego del fuego de preparación de artillería sobre Šumtlica, Kraguj, Japaga, Donji Čaglić y Omanovac.
UNCRO intentó evitar el ataque y convocó a una reunión para las 14. En ese entonces, cuando el personal se encontraba próximo al encuentro, los croatas iniciaron el ataque a Gavrinica. A las 15:15, Harambašić y Dzakula ofrecen la rendición incondicional.
A las 19, el HV dio por finalizada la operación declarando que la rendición era de 1500 enemigos.

### Apoyo por parte de los otros cuerpos del SVK
De acuerdo a las órdenes vigentes al momento de la ofensiva, los cuerpos integrantes del SVK debían enviar en apoyo eran:
- 11.er Cuerpo (11K. Eslavonia Oriental), dos batallones de infantería.
- 7.º Cuerpo (7K. Dalmacia-norte), un batallón.
- 21.er Cuerpo (21K. Kordum), un batallón.
- 39.º Cuerpo (39K. Banija), un batallón.

De esas fuerzas designadas, la respuesta fue escasa dado la negativa de la tropa de pelear fuera de su sector:
- Del 39K. en horas de la tarde, tres compañías arriban a Draksenić (se debe tener en cuenta la imposibilidad de cruzar el río en la zona por la caída de Jasenovac). Una compañía es adelantada a Stara Gradiška. Debido a la desorganización del puesto comando del 18 K, no es empleada por lo que se repliega el 02.
- Un batallón de Infantería de 370 hombres inician su marcha. Dentro de Bosnia se detiene a la espera de órdenes que no le llegan y se repliega el 03 May.
- El 21K. envía 16 francotiradores y una Pz 130 mm. No son empleados en combate.
- Una fracción de 40 integrantes del PJM (Grupo Cigo) arribó a Novi Varoš, donde colaboró con la ruptura del lugar.
- El 1 Krajina Korpus (RS, BiH), envió una compañía desde Bosanska Gradiška, que combatió junto a la anterior.

### Ataques con cohetes
Otra respuesta fue dada desde el resto de la RSK. Las autoridades serbocroatas ordenaron el 2 y el 3 de mayo una serie de ataques con artillería y cohetes contra varias ciudades croatas, incluidas Dubrovnik, Karlovac y Sisak. Más de 10 cohetes Orkan con bombas en racimo fueron disparados durante las horas del mediodía contra Zagreb, matando a 6 civiles e hiriendo a 177. Un cohete cayó en un hospital infantil del centro de la ciudad.

### Empleo del poder aéreo
Las fuerzas atacantes hicieron uso de los MIG 21 en apoyo del ataque terrestre. A pesar de los intentos, no pudieron destruir el puente Stara / Bosanska Gradiška. La defensa antiaérea de la Republika Srpska derribó uno de ellos, piloteado por Rudolf Perešin. Asimismo, un helicóptero fue derribado por la artillería antiaérea serbia.
El bando serbio, alistó sus medios aéreos del Aeropuerto de Ubdine pero no los empleó. Solo hizo uso de dos helicópteros en dos vuelos de reconocimiento y uno de ataque.

## Bajas
La República Croata debió lamentar 42 muertos y 162 heridos en la operación además del derribo de un MIG 21.
En cuanto a los serbios, no hay datos fidedignos de sus muertos. El 22 de mayo de 1995, el gobierno croata declaró que el número de serbios muertos fue de 188, de los cuales entre 20 y 54 habrían sido civiles. Las Naciones Unidas han calculado que aproximadamente 500 personas heridas procedentes de la "RSK" huyeron a territorio de Bosnia y Herzegovina controlado por los serbios como parte de la población que se retiró durante los dos primeros días de la operación militar. Otras fuentes croatas dicen que entre 350 - 450 serbios murieron y entre 1000 y 1200 fueron heridos. En 2019, una fuente serbia afirma que 283 personas de esa nacionalidad fueron muertos, incluyendo 55 mujeres y 11 niños.
UNCRO no tuvo muertos pero sufrió tres heridos Jordanos y uno nepalés.

## Reportes de abusos
El informe que realizara el Relator Especial de la Comisión de Derechos Humanos de las Naciones Unidas, Tadeusz Mazowiecki dice “Las autoridades croatas son responsables de violaciones de los derechos humanos y del derecho humanitario cometidas durante la operación militar en Eslavonia Occidental y después de ella. Muchas de esas violaciones fueron graves; no obstante, no parece que se produjesen en masa” .
De los reportes realizados por Mazowiecki y por Human Rights Watch/Helsinki, se pueden sintetizar los siguientes abusos por las tropas que retomaron la autoridad en Eslavonia Occidental:
- Ataque aéreo, de armas portátiles y de artillería sobre columnas de civiles que se desplazaban el 01 y 2 de mayo hacia el Río Sava, principalmente en el sector del bosque Prašnik, entre Novi Varoš y el puente sobre el canal Strug.
- Fuego de artillería y morteros en localidades donde existía población civil y sobre instalaciones de Naciones Unidas .
- Matanza de civiles y maltrato en Paklenica.
- Posible asesinato el 2 de mayo de 1995 de 6 civiles en las aldeas de Medari y Trnovo.
- Posible acción en Gornja Šumetlica el 4 de mayo cuando se abre fuego contra un grupo de unos 15 civiles que intentaban huir de la zona, matando a 2 de ellos.
- Más de 100 viviendas destruidas durante la ofensiva. El nuevo jefe de policía de Okučani habría reconocido que algunas casas de Vrbovljani, Covac y Okučani se destruyeron adrede con explosivos después de los combates iniciales porque "esas aldeas fueron notorias por las actividades terroristas que en ellas se realizaron en el pasado".
- Numerosos incidentes de saqueo protagonizados por las fuerzas croatas en su avance .

## Hechos Posteriores al Final de las Operaciones
La mayoría de los serbios se rindieron el 4 de mayo de 1995, a excepción de unos 500 soldados y tropas del Ministerio del Interior (MUP - Policía Especial) Okučani, que continuaron la guerra de guerrillas en los bosques de Papuk y Psunj. Durante las semanas siguientes, algunos lograron cruzar del río Sava hacia el territorio de Bosnia y Herzegovina bajo el control serbio, mientras que otros se rindieron a la policía croata el 20 de mayo de 1995.
Finalizadas las operaciones, Croacia destacó tropas para brindar seguridad operacional sobre el río Sava, a cargo del comando de la Zona Operacional Bjelovar. Para ello, se asignaron los regimientos 125 y 121. Debido a la calma de la situación, a mediados de mayo las unidades fueron retiradas a los cuarteles siendo reemplazadas por la Policía Especial (SP).
En cuanto al personal combatiente, un total de 1.494 personas, mayormente de Gavrinica, incluidos jóvenes y algunos ancianos, fueron trasladadas a tres centros comunitarios en las aldeas de Bjelovar, Požega y Varaždin. Allí, los detenidos fueron interrogados para identificar a posibles "criminales de guerra".
Según observadores internacionales, los detenidos no parecían haber sido víctimas de malos tratos importantes durante esa etapa inicial. No obstante, se hicieron informes verosímiles de abusos contra los prisioneros cometidos algunos días después de que se iniciase las detenciones. La mayoría de los detenidos fueron puestos en libertad al cabo de pocos días y algunos otros lo fueron en el plazo de dos semanas.

## Refugiados
La población y militares serbocroatas, ante la nueva situación militar, abandonaron la zona en masa. Durante los dos primeros días de la operación militar huyeron de la zona de Eslavonia Occidental unas 10.000 personas, en su mayoría residentes en la zona de Okučani, para internarse en Bosnia y Herzegovina. Las autoridades de la Republika Srpska Krajina habían realizado anteriormente reiterados planes de evacuación. Posteriormente, en negociaciones mantenidas entre UNCRO y las autoridades croatas, los dirigentes de la RSK insistieron en que se diese a las personas que habían permanecido en la zona, calculadas entre 3.000 y 4.000, la oportunidad de abandonarla. Las Naciones Unidas accedieron a esta petición e iniciaron el programa denominado "Operación Pasaje Seguro", que se enmarca en el Acuerdo de Cuatro Puntos de Cesación Completa de las Hostilidades.
A pesar de las garantías dadas por el Gobierno Croata (incluido el derecho a la ciudadanía de la República de Croacia), a comienzos de junio otras 2.000 habían partido en dirección al territorio de Bosnia. En el Sector no quedaban a fin de 1995 más de 1.000 personas étnicamente serbias.
El destino de los refugiados fue, mayormente, la zona de Banja Luka y la propia Serbia. Otro grupo marchó a Eslavonia Oriental (unos 5000) y una pequeña parte al resto de la Krajina (500). Se provocaron así incidentes en los lugares de destino y limpieza étnica de los no serbios con el objeto de obtener lugar para los recién llegados.